# Hedychium larsenii
Hedychium larsenii là một loài thực vật có hoa trong họ Gừng. Loài này được M.Dan & C.Sathish Kumar mô tả khoa học đầu tiên năm 1999.